# مقیم‌آباد (ری)
مقیم‌آباد (ری)، روستایی از توابع بخش قلعه‌نو  شهرستان ری در استان تهران ایران است.

## جمعیت
این روستا در دهستان قلعه نو قرار دارد و براساس سرشماری مرکز آمار ایران در سال ۱۳۸۵، جمعیت آن ۱۷۲ نفر (۴۱خانوار) بوده‌است.